# Hannibal (Computerspiel)
Hannibal ist ein Strategie-Computerspiel, das von Starbyte entwickelt und 1993 für MS-DOS und Amiga veröffentlicht wurde. Das Spiel wurde nach einem Konzept von Claude Cueni durch Andreas Seebeck (PC) und Rene Straub (Amiga) programmiert.

## Hintergrund
Das Spiel versucht, den Zweiten Punischen Krieg nachzustellen. Der Spieler verkörpert das Karthagische Reich und versucht Rom zu erobern. Da das Spiel jedoch nicht geradlinig aufgebaut ist, steht es dem Spieler frei, die Strategie Hannibals oder eine komplett andere zu verwenden.

## Spielablauf
Die Darstellung erfolgt auf einer Karte, die grob die maximale Ausdehnung des Römischen Reichs beschreibt. Auf dieser Karte werden mehr als 700 Städte dargestellt, mit denen der Spieler interagieren kann. Am Anfang verfügt dieser über drei Armeen (stationiert in Karthago, Carthago Nova und Numantia). Dem Spieler ist es nun möglich, durch Eroberungen das Karthagische Reich oder durch den Ankauf von Söldnern und Verhandlungen mit neutralen oder Rom feindlich gesinnten Städten die Armeen zu vergrößern.
Trifft der Spieler mit einer seiner Armeen auf ein computergesteuertes römisches Heer, simuliert der Computer eine Schlacht zu Lande oder zu Wasser. Dem Spieler ist es zwar möglich, grundlegend die Taktik des Kampfes vorzugeben (beispielsweise die Aufstellung in einer Keilformation oder der Versuch einer Umfassung, wie es Hannibal in der Schlacht von Cannae gelang) und einen möglichen Rückzug anzuordnen, selbst in das Geschehen eingreifen kann er jedoch nicht.
Das Spiel konzentriert sich also weniger auf die Schlachten selbst, als auf die Instandhaltung der Armeen und die strategisch sinnvolle Bewegung dieser. Logistik und Diplomatie bestimmen das Spielgeschehen. So können etwa Fahnenflucht, Entkräftung und Überfälle ebenso hohe Verluste verursachen, wie die Schlachten selbst.
Außerdem besitzt das Spiel einen wirtschaftlichen Teil, der sich mit der Besteuerung der Städte und einer einfachen Verwaltung der Einnahmen (Aufteilung in Armee, ein verzinstes Sparkonto und einzelne Zuwendungen zu Städten) befasst.
Wenn der Spieler das Spiel durch die Eroberung Roms gewinnt, wird erklärt, dass damit der Lauf der Geschichte verändert worden ist, und scherzhaft auf das (nie geplante) Spiel Hannibal II verwiesen, in dem sich der Spieler als Politiker beweisen muss.

## Spielanleitung
Die Anleitung von K. J. Kraft enthält neben der Spielbeschreibung auch historische Hintergrundinformationen zu den Punischen Kriegen und dem antiken Heerwesen sowie eine kurze Biografie Hannibals.

## Kritik
Zum Zeitpunkt der Veröffentlichung stellte Hannibal ein sehr umfangreiches Strategiespiel in einer historischen Umgebung dar, was in der Fachpresse auch entsprechend gewürdigt wurde: „Elefantös“, Starbyte hat „so etwas wie eine komplette Simulation des Mittelmeerraumes auf Disk gebannt, in der mehr als 700 Städte und Städtchen historisch exakt für bisher ungekannten Realismus sorgen.“ (Amiga Joker, Ausgabe 7/1993).
In der Power Play, Ausgabe 4/93 wurde die MS-DOS-Version von Hannibal mit 61 % (Grafik: 58 %) als „gut“ bewertet.